# Archer (chasseur de chars)
Pour les articles homonymes, voir Archer (homonymie).
Le chasseur de chars Archer (officiellement SP 17pdr, Valentine, Mk I, Archer) est un chasseur de chars britannique de la Seconde Guerre mondiale basé sur le châssis du char Valentine. Il fut produit à 655 exemplaires à partir de mars 1943.

## Conception et développement
Le canon antichar Ordnance QF 17 pounder était très puissant mais aussi très long et très lourd, et ne pouvait être déplacé sur le champ de bataille que par un véhicule. Il était donc plus efficace en défense que pour l'attaque. On décida de le monter sur un véhicule pour le rendre plus mobile et on choisit le châssis du char Valentine, qui commençait à devenir obsolète en tant que char d'infanterie. D'autres projets de chasseurs de chars utilisant le canon de 17 livres débouchèrent sur le Cruiser Mk VIII Challenger (sur le châssis du char Cruiser Mk VIII Cromwell), sur le Sherman Firefly (sur le châssis du char Sherman M4) et sur le SP Achilles (sur le châssis du char M10 Wolverine).
Le châssis du char Valentine était relativement petit et il n'était pas possible d'utiliser une tourelle. Le canon, dirigé vers l'arrière (comme celui de deux projets de canons automoteurs le Crusader SP Gun et l'Alecto), fut simplement placé dans un compartiment blindé sans toit. Cette construction permettait de limiter la taille de l'ensemble. Ce char était plus ou moins détesté par les équipages anglais qui lui préféraient largement le TD américain M18 Hellcat et prenaient ceux qu'ils pouvaient, laissant leurs anciens Archer aux polonais.
La direction arrière du canon sembla d'abord un inconvénient, mais s'avéra bientôt un avantage. Avec sa silhouette assez basse, l'Archer était une excellente arme d'embuscade, qui pouvait tirer quelques coups puis décrocher rapidement, sans avoir à faire demi-tour.

## Service
La production commença en mars 1943 et l'Archer fut livré en octobre 1944 : il fut utilisé sur le front de l'ouest et en Italie. Vickers en produisit 655 avant mai 1945. Classé comme canon automoteur, il fut utilisé par l'artillerie plutôt que la cavalerie ou les régiments de tanks. Le chasseur de chars M10 Wolverine (un autre bénéficiaire du canon de 17 livres) était également utilisé par l'artillerie.

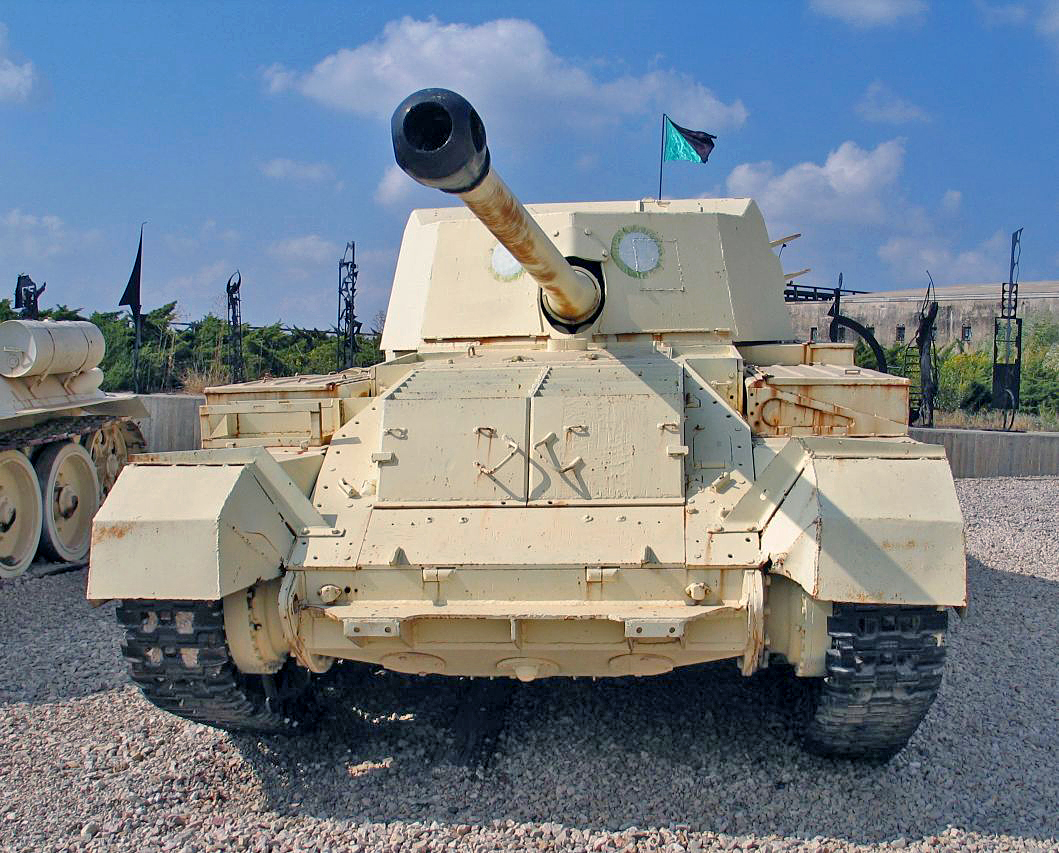
Archer utilisé par l'Égypte durant la crise de Suez (1956).

Après la guerre, l'Archer fut utilisé par l'armée égyptienne, notamment lors de la crise du canal de Suez (1956).
Quelques exemplaires sont conservés en Israël au musée de Yad la-Shiryon, et en Angleterre au Musée des blindés de Bovington.